# ありがとう (JUJUの曲)
『ありがとう』は、JUJUの22枚目のシングル。2012年10月10日にソニー・ミュージックアソシエイテッドレコーズから発売された。
シングルとしては、前作『ただいま』より約4か月での発売となる。

## 楽曲解説
ありがとう
本楽曲は3rdシングル『奇跡を望むなら...』のリリースの頃には既に存在しており、当初は本楽曲を3rdシングルとしてリリースする予定であったが、諸事情により発売を見送られた。楽曲の制作、完成から約7年の歳月を経て、映画『ツナグ』の主題歌としての使用が決まり、満を持して発売に至ったのだという。JUJUはこの楽曲に関して「私自身としても、約7年前からずっと温め続けていた大切な曲で、タイアップ先の映画が人と人との大切な絆を大事にすると言う主題を描いた作品だからこそ、大切なかけがえのない人に出会えたことに感謝して「ありがとう」と言って貰えるような楽曲になっていってくれるととても嬉しく思いますし、そうでありたいと願っています。」と語っている。

## 収録曲
1. ありがとう
作詞：Satomi、作曲：川口大輔、編曲：蔦谷好位置
東宝配給映画『ツナグ』主題歌。
2. くちづけ 
作詞：松井五郎、作曲･編曲：Jin Nakamura
アサヒフードアンドヘルスケア「トルタ」TVCFソング
3. The Greatest Love Of All
作詞・作曲：Linda Creed、Michael Masser、編曲：MANABOON、門脇大輔（ストリングスアレンジ）
ホイットニー・ヒューストンの楽曲カヴァー
4. ありがとう -Instrumental-

## 楽曲の収録アルバム
ありがとう
- 『BEST STORY 〜Life stories〜』
- 『DOOR』（#13、-Beginning of Everything ver.-）
- 『YOUR STORY』

くちづけ
- 『DOOR』
- 『YOUR STORY』